# Helen Gordon-Lennox
Lady Helen Magdalan Gordon-Lennox (13 dicembre 1886 – 13 giugno 1965) è stata una nobildonna britannica.

## Biografia
Era la figlia di Charles Gordon-Lennox, VII duca di Richmond e della sua seconda moglie, Isabel Sophie Craven.
È stata Justice of the Peace (J.P.)  e, dal 1937 al 1964, Mistress of the Robes della regina Elisabetta (dal 1952 nota come la regina madre).
Durante la seconda guerra mondiale è stata Staff Captain (1939 - 1943) e commander nel First Aid Nursing Yeomanry  (1943 - 1946) e aiutante di campo della Principessa Alice, Contessa di Athlone.

## Matrimonio
Sposò, il 18 ottobre 1911, Alan Percy, conte Percy, figlio di Henry Percy, VII duca di Northumberland e di Lady Edith Campbell. Ebbero sei figli:
- Henry Percy, IX duca di Northumberland (15 luglio 1912-21 maggio 1940);
- Hugh Percy, X duca di Northumberland (6 aprile 1914-11 ottobre 1988);
- Lady Elizabeth Ivy Percy (25 maggio 1916-16 settembre 2008), sposò Douglas Douglas-Hamilton, XIV duca di Hamilton, ebbero cinque figli;
- Lady Diana Evelyn Percy (23 novembre 1917-16 giugno 1978), sposò John Egerton, VI duca di Sutherland, non ebbero figli;
- Lord Richard Charles Percy (11 febbraio 1921-1989), sposò Sarah Norton, ebbero due figli;
- Lord Geoffrey William Percy (8 luglio 1925), sposò Mary Elizabeth Lea, ebbero una figlia.

## Ascendenza
|                                             |                             |                                      | Genitori                                    |  |  | Nonni |  |  | Bisnonni                                  |  |  | Trisnonni                           |  |
|                                             |                             |                                      |                                             |  |  |       |  |  | Charles Gordon-Lennox, V duca di Richmond |  |  | Charles Lennox, IV duca di Richmond |  |
|                                             |                             |                                      |                                             |  |  |       |  |  | Charles Gordon-Lennox, V duca di Richmond |  |  | Charles Lennox, IV duca di Richmond |  |
|                                             |                             | lady Charlotte Gordon                |                                             |  |  |       |  |  | Charles Gordon-Lennox, V duca di Richmond |  |  |                                     |  |
| Charles Gordon-Lennox, VI duca di Richmond  |                             |                                      |                                             |  |  |       |  |  | Charles Gordon-Lennox, V duca di Richmond |  |  |                                     |  |
|                                             |                             | lady Caroline Paget                  | Henry William Paget, I marchese di Anglesey |  |  |       |  |  |                                           |  |  |                                     |  |
|                                             |                             | lady Caroline Paget                  | Henry William Paget, I marchese di Anglesey |  |  |       |  |  |                                           |  |  |                                     |  |
|                                             |                             | lady Caroline Paget                  | lady Caroline Villiers                      |  |  |       |  |  |                                           |  |  |                                     |  |
| Charles Gordon-Lennox, VII duca di Richmond |                             | lady Caroline Paget                  |                                             |  |  |       |  |  |                                           |  |  |                                     |  |
|                                             |                             | Algernon Frederick Greville          | Charles Greville                            |  |  |       |  |  |                                           |  |  |                                     |  |
|                                             |                             | Algernon Frederick Greville          | Charles Greville                            |  |  |       |  |  |                                           |  |  |                                     |  |
|                                             |                             | Algernon Frederick Greville          | lady Charlotte Cavendish-Bentinck           |  |  |       |  |  |                                           |  |  |                                     |  |
| Frances Harriette Greville                  |                             | Algernon Frederick Greville          |                                             |  |  |       |  |  |                                           |  |  |                                     |  |
|                                             |                             | Charlotte Maria Cox                  | Richard Henry Cox                           |  |  |       |  |  |                                           |  |  |                                     |  |
|                                             |                             | Charlotte Maria Cox                  | Richard Henry Cox                           |  |  |       |  |  |                                           |  |  |                                     |  |
|                                             |                             | Charlotte Maria Cox                  | Charlotte FitzHugh                          |  |  |       |  |  |                                           |  |  |                                     |  |
| lady Helen Gordon-Lennox                    |                             | Charlotte Maria Cox                  |                                             |  |  |       |  |  |                                           |  |  |                                     |  |
|                                             | hon. George Augustus Craven | William Craven, I conte di Craven    |                                             |  |  |       |  |  |                                           |  |  |                                     |  |
|                                             | hon. George Augustus Craven | William Craven, I conte di Craven    |                                             |  |  |       |  |  |                                           |  |  |                                     |  |
|                                             | hon. George Augustus Craven | Louisa Brunton                       |                                             |  |  |       |  |  |                                           |  |  |                                     |  |
| William George Craven                       | hon. George Augustus Craven |                                      |                                             |  |  |       |  |  |                                           |  |  |                                     |  |
|                                             |                             | Charlotte Georgina Henriette Smythe  | Walter Smythe                               |  |  |       |  |  |                                           |  |  |                                     |  |
|                                             |                             | Charlotte Georgina Henriette Smythe  | Walter Smythe                               |  |  |       |  |  |                                           |  |  |                                     |  |
|                                             |                             | Charlotte Georgina Henriette Smythe  | Louisa Victoria Boycott                     |  |  |       |  |  |                                           |  |  |                                     |  |
| Isabel Craven                               |                             | Charlotte Georgina Henriette Smythe  |                                             |  |  |       |  |  |                                           |  |  |                                     |  |
|                                             |                             | Charles Yorke, IV conte di Hardwicke | sir Joseph Sidney Yorke                     |  |  |       |  |  |                                           |  |  |                                     |  |
|                                             |                             | Charles Yorke, IV conte di Hardwicke | sir Joseph Sidney Yorke                     |  |  |       |  |  |                                           |  |  |                                     |  |
|                                             |                             | Charles Yorke, IV conte di Hardwicke | Elizabeth Weake Rattray                     |  |  |       |  |  |                                           |  |  |                                     |  |
| lady Mary Catherine Yorke                   |                             | Charles Yorke, IV conte di Hardwicke |                                             |  |  |       |  |  |                                           |  |  |                                     |  |
|                                             |                             | hon. Susan Liddell                   | Thomas Liddell, I barone Ravensworth        |  |  |       |  |  |                                           |  |  |                                     |  |
|                                             |                             | hon. Susan Liddell                   | Thomas Liddell, I barone Ravensworth        |  |  |       |  |  |                                           |  |  |                                     |  |
|                                             |                             | hon. Susan Liddell                   | Maria Susannah Simpson                      |  |  |       |  |  |                                           |  |  |                                     |  |
|                                             |                             | hon. Susan Liddell                   |                                             |  |  |       |  |  |                                           |  |  |                                     |  |